# Daggett (Michigan)
Pour les articles homonymes, voir Daggett.
Daggett est un village du comté de Menominee, dans l'État du Michigan, aux États-Unis. En 2020, il comptait une population de 201 habitants.